# Emounot veDeot
Le Kitāb al-Amānāt wal-lʿtiḳādāt (« Livre sur les Articles de Foi et les Doctrines du Dogme »), traduit de l'arabe en hébreu par Juda ibn Tibbon sous le nom de Emounot veDe'ot (hébreu : אמונות ודעות, ultérieurement devenu Sefer haemounot vehadeot,« Livre des croyances et convictions »), est l'opus philosophique majeur du premier philosophe majeur du judaïsme, Saadia Gaon, dont l'œuvre a, contrairement à celle de Philon d'Alexandrie, fortement influencé le judaïsme, popularisant la philosophie juive. Il est paru en l'an 933 du calendrier grégorien.
Rédigé afin de défendre la Torah orale, tradition orale du judaïsme rabbinique, ce livre est la première présentation systématique des principes de foi du judaïsme. Elle porte la marque de l'école motazilite (dogmatistes rationalistes de l'islam) dans sa méthode, comme dans son découpage et dans son choix des thèmes. Cependant, s'il est l'un des plus grands représentants du Kalam juif, adaptant les arguments du Kalām à la thématique juive, le rav Saadia Gaon se sert également des doctrines stoïciennes, platoniques et aristotéliciennes, probablement acquises au cours de ses voyages de jeunesse.